# 兔尾鼠屬
兔尾鼠屬，哺乳綱、囓齒目、倉鼠科的一屬，而與兔尾鼠屬同科的動物尚有松田鼠屬（橙色松田鼠）、灌叢田鼠屬（灌叢田鼠）、絨鼠屬（中國絨鼠）等之數種哺乳動物。

## 種
- 草原兔尾鼠（Lagurus lagurus）